# قائمة الفصائل المندمجة في هيئة تحرير الشام
الفصائل المندمجة في حركة أحرار الشام منذ اشتعال الثورة السورية سعت فصائل المعارضة السورية سواءً كانت إسلامية أو وطنية لتكوين كيان تذوب فيه، فبالنسبة للفصائل الإسلامية فقد شكلت الجبهة الإسلامية السورية في عام 2013، ورغم جميع الطموحات لم يكتب لهذا التجمع بالنجاح، بسبب انسحاب عدة فصائل منه، مثل: جيش الإسلام وكتائب أنصار الشام. وعلى الناحية الأخرى كان الجيش السوري الحر أول الكيانات المقاتلة المتشكلة في سوريا وأكثرها دعماً، إلا أنه انكمش تدريجياً مع ظهور الحركات والفصائل الإسلامية، وتوزع لاحقاً إلى العديد من الفصائل المتفرقة التي تقاتل لنفس الهدف وترفع نفس الراية، وكان أبرز مايعيب هذا الكيان عدم وجود قائد يجمع هذه الفصائل، وعدم وجود تنسيق متكامل فيما بينها، مما أدى إلى حصول بعض الاشتبكات في ما بينها من وقت إلى آخر.
مع فشل محاولات الاندماج الكامل اتجهت فصائل المعارضة السورية إلى إنشاء غرف العمليات كبديل لابد منه في ظل تقدم الجيش السوري التابعة لحكومة بشار الأسد والقوات الإيرانية و ميليشيا حزب الله، فكان من أبرز هذه الغرف جيش الفتح الذي تشكل من تحالف بين أكبر الجماعات الإسلامية مثل جبهة النصرة وأحرار الشام وفيلق الشام. وحقق هذا التحالف عدة انتصارات على قوات النظام السوري كان من أبرزها السيطرة على كامل محافظة ادلب، إلا أنه تلقى ضربة موجعة بانسحاب فيلق الشام وجند الأقصى لأسباب مختلفة، وكانت آخر معركة لجيش الفتح في نهاية عام 2016 في معركة فك الحصار عن حلب. وتزامن مع تشكيل جيش الفتح إنشاء غرفة عمليات فتح حلب التي تكونت من فصائل الجيش السوري الحر في حلب وبعض الفصائل الإسلامية مثل جيش الإسلام ، ولم تحرز هذه الغرفة تقدم كبير منذ تكوينها، ومما زاد الطين بلة سقوط مدينة حلب في يد قوات النظام السوري في نهاية عام 2016، لتتجه أغلب فصائل هذا التحالف لريف حلب الشمالي وتنخرط ضمن عملية درع الفرات.
وفي عام 2016 جرت عدة محاولات للاندماج بين الفصائل بائت جميعها بالفشل، ومع اليأس من توحيد جميع الفصائل أُعلن عن تشكيل جند الأقصى والذي يضم فيلق الشام ولواء الحق وجيش السنة . نتيجة لذلك  أعلنت العديد من فصائل الجيش الحر مبايعتها لحركة أحرار الشام الإسلامية.

## الفصائل المؤسِسَة
|   | التاريخ    | الفصيل                                | عدد المقاتلين | أماكن النشاط                                           | الانشقاقات |
| - | ---------- | ------------------------------------- | ------------- | ------------------------------------------------------ | --- |
| 2 | 15\12\2024 | جند الأقصى حركة أحرار الشام الإسلامية | 50.000        | إدلب حماة حلب اللاذقية ريف دمشق درعا القنيطرة حمص دمشق | - أعلن منظر التيار السلفي في الأردن الشيخ أبو محمد المقدسي عبر قناته على تلغرام أن سامي العريدي المسؤول الشرعي السابق لجبهة النصرة سابقًا، وعضو اللجنة العلمية ومجلس الشورى في فتح الشام، وأبو هاجر الشامي المسؤول العامّ لدمشق وريفها في جبهة النصرة سابقًا، وأمير قطاع البادية الشمالي في فتح الشام وعضو مجلس الشورى فيها لم يعد لهما علاقة تنظيمية بفتح الشام بعد أن اندمجت ضِمن هيئة تحرير الشام. |
| 3 | 15\12\2024 | لواء الحق جيش السنه                   | 70.000        | حلب إدلب                                               | - انفصل عن الحركة القطاع الشمالي العامل ضمن غرفة علمليات درع الفرات، وأعلن انضمامه إلى فيلق الشام. - انفصل عن الحركة لواء سيوف الشام العامل في إعزاز، وأعلن انضمامه إلى الجبهة الشامية. |
| 3 | 15\12\2024 | حركة أحرار الشام                      | 250,000       | حماة إدلب حمص حلب                                      | - بعد إعلان الاندماج نُشر بيان على الصفحة الرسمية لجيش السنة على موقع تويتر ينفى الاندماج، إلا أن قيادات في جيش السنة أكدوا صحة الاندماج، وقالوا أن من أصدر هذا البيان هو قائد الجيش المعزول. - أعلن قاطع حماة التابع لجيش السنة انضمامه إلى حركة أحرار الشام الإسلامية. |
| 4 | 15\12\2024 | حركة أحرار الشام                      | 200,000       | إدلب حلب                                               | - أعلنت كتيبة الشهيد محمد أسعد بدر في تاريخ 26\5\2017، انضمامها إلى حركة أحرار الشام الإسلامية. |
| 5 | 15\12\2024 | حركة أحرار الشام                      | 100,000       | حماة إدلب حلب حمص اللاذقية                             | - لم تحدث انشقاقات قي هذا الفصيل. |

## الفصائل المندمجة لاحقاً
|    | التاريخ    | الفصيل                       | الفصيل السابق              | أماكن النشاط           | الانشقاقات |
| -- | ---------- | ---------------------------- | -------------------------- | ---------------------- | --- |
| 1  | 28\1\2017  | كتيبة مجاهدوا أشداء          | _________________________  | حلب                    | - لم تحدث انشقاقات في هذا الفصيل. |
| 2  | 28\1\2017  | جماعة فرسان السنة            | _________________________  | حلب                    | - لم تحدث انشقاقات في هذا الفصيل. |
| 3  |            | كتيبة أسود الرحمن            | _________________________  | حلب                    | - لم تحدث انشقاقات في هذا الفصيل. |
|    |            |                              |                            |                        | |
| 4  | 15\12\2024 | كتيبة صقور العز              | حركة أحرار الشام           | ادلب                   | - لم تحدث انشقاقات في هذا الفصيل. |
| 5  | 15\12\2024 | كتائب الصحابة                | _________________________  | ادلب                   | - لم تحدث انشقاقات في هذا الفصيل. |
| 6  | 28\1\2017  | كتيبة الرشيد                 | _________________________  | حلب                    | - لم تحدث انشقاقات في هذا الفصيل. |
|    |            |                              |                            |                        | |
|    |            |                              |                            |                        | |
| 7  | 15\12\2024 | كتيبة قوافل الشهداء          | حركة أحرار الشام           | ادلب                   | - لم تحدث انشقاقات في هذا الفصيل. |
| 8  | 15\12\2024 | سرية الأقصى                  | حركة أحرار الشام           | حلب                    | - لم تحدث انشقاقات في هذا الفصيل. |
| 9  | 15\12\2024 | كتيبة رياح الجنة             | حركة أحرار الشام           | حماة                   | - لم تحدث انشقاقات قي هذا الفصيل. |
| 10 | 29\1\2017  | كتيبة طالبان                 | _________________________  | ادلب                   | - لم تحدث انشقاقات في هذا الفصيل. |
| 11 | 15\12\2024 | كتائب الخطاب                 | _________________________  | ادلب                   | - لم تحدث انشقاقات في هذا الفصيل. |
| 12 | 15\12\2024 | كتيبة الشهيد محمد العصفورة   | _________________________  | حماة                   | - لم تحدث انشقاقات في هذا الفصيل. |
| 13 | 15\12\2024 | لواء التمكين                 | حركة أحرار الشام           | إدلب                   | - أعلن مجلس شورى أحرار بنش وكتائب الشهيد أحمد عساف انفصالهما عن اللواء وبقائها في حركة أحرار الشام. |
| 14 | 15\12\2024 | كتيبة حذيفة بن اليمان        | حركة أحرار الشام           | حلب                    | - قال محمود أبو العبد المسؤول في المكتب الإعلامي لحركة أحرار الشام عبر حسابه في تويتر: أن عدد من من انضم إلى هيئة تحرير الشام 70 مقاتل من أصل 220. - صدر بيان عن قيادة الكتيبة يؤكد بقائها في حركة أحرار الشام الإسلامية. |
| 15 | 30\1\2017  | كتيبة آساد الخلافة           | _________________________  | حلب                    | - لم تحدث انشقاقات في هذا الفصيل. |
| 16 | 15\12\2024 | كتيبة فرسان الشام            | الجبهة الشامية             | حلب                    | - لم تحدث انشقاقات في هذا الفصيل. |
| 17 | 1\2\2017   | لواء أسود الرحمن             | _________________________  | حماة                   | - لم تحدث انشقاقات في هذا الفصيل. |
| 18 | 15\12\2024 | كتيبة الجهاد في سبيل الله    | ألوية صقور الشام           | ادلب                   | - لم تحدث انشقاقات في هذا الفصيل. |
| 19 | 1\2\2017   | لواء القادسية                | _________________________  | ادلب حماة              | - لم تحدث انشقاقات في هذا الفصيل. |
| 20 | 15\12\2024 | كتيبة أسود الجبل             | حركة أحرار الشام           | اللاذقية               | - لم تحدث انشقاقات في هذا الفصيل. |
| 21 | 15\12\2024 | كتيبة فراس أبو أيمن          | حركة أحرار الشام           | ادلب                   | - لم تحدث انشقاقات في هذا الفصيل. |
| 22 | 15\12\2024 | كتيبة محمد ياسين نجار        | حركة أحرار الشام           | ادلب                   | - لم تحدث انشقاقات في هذا الفصيل. |
| 23 | 15\12\2024 | كتيبة الفاروق                | حركة أحرار الشام           | ادلب                   | - لم تحدث انشقاقات في هذا الفصيل. |
| 24 | 15\12\2024 | كتيبة شهداء الوسطاني         | حركة أحرار الشام           | ادلب                   | - لم تحدث انشقاقات في هذا الفصيل. |
| 25 | 1\2\2017   | كتيبة المقداد بن عمرو        | حركة أحرار الشام           | ادلب                   | - لم تحدث انشقاقات في هذا الفصيل. |
| 26 | 2\2\2017   | كتيبة الشيلكا                | حركة أحرار الشام           | ادلب                   | - لم تحدث انشقاقات في هذا الفصيل. |
| 27 | 2\2\2017   | سرية آساد التوحيد            | حركة أحرار الشام           | ادلب                   | - لم تحدث انشقاقات في هذا الفصيل. |
| 28 | 2\2\2017   | كتيبة أحرار الجنوب           | الجبهة الشامية             | حلب                    | - لم تحدث انشقاقات في هذا الفصيل. |
| 29 | 15\12\2024 | كتيبة أبو جاسم حوير          | حركة أحرار الشام           | حلب                    | - قال محمود أبو العبد المسؤول في المكتب الإعلامي لحركة أحرار الشام عبر حسابه في موقع تويتر: أن عدد أفراد هذه الكتيبة 40 مقاتل، فضل 20 منهم البقاء ضمن حركة أحرار الشام فيما اعتزل 7، وانضم 13 إلى هيئة تحرير الشام.       |
| 30 | 15\12\2024 | كتيبة أحفاد بني أمية         | حركة أحرار الشام           | ادلب                   | - لم تحدث انشقاقات في هذا الفصيل. |
| 31 | 3\2\2017   | كتيبة الشهيد عبد السلام      | _________________________  | حلب                    | - لم تحدث انشقاقات في هذا الفصيل. |
| 32 | 3\2\2017   | كتيبة التوحيد والجهاد        | نص مائل جبهة فتح الشام (1) | حلب إدلب اللاذقية حماة | - لم تحدث انشقاقات في هذا الفصيل. |
| 33 | 15\12\2024 | سرية أسامة بن زيد            | حركة أحرار الشام           | اللاذقية               | - لم تحدث انشقاقات في هذا الفصيل. |
| 34 | 4\2\2017   | كتيبة فرسان الخلافة          | _________________________  | حلب                    | - لم تحدث انشقاقات في هذا الفصيل. |
| 35 | 3\2\2017   | كتيبة أنصار بانياس           | حركة أحرار الشام           | اللاذقية               | - لم تحدث انشقاقات في هذا الفصيل. |
| 36 | 5\2\2017   | جبهة شهداء الشام             | _________________________  | ريف دمشق               | - لم تحدث انشقاقات في هذا الفصيل. |
| 37 | 6\2\2017   | كتيبة بيت المقدس             | _________________________  | ادلب                   | - لم تحدث انشقاقات في هذا الفصيل. |
| 38 | 6\2\2017   | كتيبة الشهيد إبراهيم قباني   | _________________________  | ادلب                   | - لم تحدث انشقاقات في هذا الفصيل. |
| 39 | 6\2\2017   | كتيبة التوحيد                | حركة أحرار الشام           | ادلب                   | - لم تحدث انشقاقات في هذا الفصيل. |
| 40 | 7\2\2017   | كتائب أنصار الشام            | جيش الإسلام                | اللاذقية               | - أعلنت كتيبة أنصار الدين التابعة لكتائب أنصار الشام انضمامها إلى حركة أحرار الشام الإسلامية. |
| 41 | 15\12\2024 | لواء سرايا النصر             | فيلق الشام                 | حماة                   | - لم تحدث انشقاقات في هذا الفصيل. |
| 42 | 15\12\2024 | كتيبة صواريخ الشام           | فيلق الشام                 | ادلب                   | - لم تحدث انشقاقات في هذا الفصيل. |
| 43 | 8\2\2017   | كتيبة الشهيد أبو أسيد        | _________________________  | ادلب                   | - لم تحدث انشقاقات في هذا الفصيل |
| 44 | 8\2\2017   | كتيبة شهداء صوران            | كتائب جند الشام(3)         | حماة                   | - لم تحدث انشقاقات في هذا الفصيل |
| 45 | 8\2\2017   | كتيبة النصر                  | كتائب جند الشام(3)         | حماة                   | - لم تحدث انشقاقات في هذا الفصيل |
| 46 | 8\2\2017   | كتيبة العقاب                 | كتائب جند الشام(3)         | حماة                   | - لم تحدث انشقاقات في هذا الفصيل |
| 47 | 8\2\2017   | كتيبة أبو محمد الحموي        | كتائب جند الشام(3)         | حماة                   | - لم تحدث انشقاقات في هذا الفصيل |
| 48 | 8\2\2017   | كتيبة أشبال السنة            | _________________________  | ادلب                   | - لم تحدث انشقاقات في هذا الفصيل |
| 49 | 9\2\2017   | كتائب السيف العمري           | _________________________  | ريف دمشق               | - لم تحدث انشقاقات في هذا الفصيل. |
| 50 | 11\2\2017  | غرفة عمليات الراشدين         | _________________________  | حلب                    | - لم تحدث انشقاقات في هذا الفصيل. |
| 51 | 11\2\2017  | كتيبة الصديق أبو بكر         | _________________________  | حلب                    | - لم تحدث انشقاقات في هذا الفصيل. |
| 52 | 11\2\2017  | كتيبة سعد بن معاذ            | _________________________  | حلب                    | - لم تحدث انشقاقات في هذا الفصيل. |
| 53 | 13\2\2017  | كتيبة الدبابات               | كتائب جند الشام(3)         | حماة                   | - لم تحدث انشقاقات في هذا الفصيل |
| 54 | 15\12\2024 | كتيبة صيانة الدبابات         | كتائب جند الشام(3)         | حماة                   | - لم تحدث انشقاقات في هذا الفصيل |
| 55 | 14\2\2017  | كتيبة الصاعقة (سرمدا)        | _________________________  | ادلب                   | - لم تحدث انشقاقات في هذا الفصيل. |
| 56 | 14\2\2017  | كتيبة الناصر لدين الله       | الجبهة الشامية             | حلب                    | - لم تحدث انشقاقات في هذا الفصيل. |
| 57 | 21\2\2017  | كتائب حماة السنة             | _________________________  | ادلب حماة              | - لم تحدث انشقاقات في هذا الفصيل. |
| 58 | 15\12\2024 | كتيبة أبو طلحة الأنصاري      | حركة أحرار الشام           | ادلب                   | - فضل بعض أفراد الكتيبة البقاء ضمن حركة أحرار الشام. |
| 59 | 21\2\2017  | كتيبة المهاجرين في سبيل الله | _________________________  | ادلب                   | - لم تحدث انشقاقات في هذا الفصيل. |
| 60 | 21\2\2017  | كتيبة نور الإسلام            | لواء ثوار الشام            | حلب                    | - لم تحدث انشقاقات في هذا الفصيل. |
| 61 | 22\2\2017  | كتيبة محمد رسول الله(2)      | _________________________  | ادلب                   | - لم تحدث انشقاقات في هذا الفصيل. |
| 62 | 15\12\2024 | كتيبة الصِديق                 | حركة أحرار الشام           | ادلب                   | - لم تحدث انشقاقات في هذا الفصيل. |
| 63 | 26\2\2017  | الكتلة العسكرية              | الفوج الأول                | ادلب                   | - لم تحدث انشقاقات في هذا الفصيل. |
| 64 | 15\12\2024 | إدارة التصنيع(4)             | حركة أحرار الشام           | ادلب                   | - لم تحدث انشقاقات في هذا الفصيل. |
| 65 | 2\3\2017   | سرية الفاروق عمر             | _________________________  | ادلب                   | - لم تحدث انشقاقات في هذا الفصيل. |
| 66 | 3\3\2017   | كتيبة مفيد أعور              | اللواء العاشر              | حلب                    | - لم تحدث انشقاقات في هذا الفصيل. |
| 67 | 3\3\2017   | كتيبة الشهيد عمر جعلوك       | الجبهة الشامية             | حلب                    | - لم تحدث انشقاقات في هذا الفصيل. |
| 68 | 3\3\2017   | كتيبة الشهيد فياض الشيخ صالح | فيلق الشام                 | ادلب                   | - لم تحدث انشقاقات في هذا الفصيل. |
| 69 | 8\3\2017   | كتيبة سعد بن معاذ            | حركة أحرار الشام           | ادلب                   | - لم تحدث انشقاقات في هذا الفصيل. |
| 70 | 20\3\2017  | جيش الفاروق                  | _________________________  | ادلب حماة              | - لم تحدث انشقاقات في هذا الفصيل. |
| 71 | 22\3\2017  | جماعة بيت المقدس             | _________________________  | درعا القنيطرة          | - لم تحدث انشقاقات في هذا الفصيل. |
| 72 | 16\4\2017  | الكتيبة الثامنة              | حركة أحرار الشام           | ادلب                   | - لم تحدث انشقاقات في هذا الفصيل. |
| 73 | 27\4\2017  | لواء أجناد الشام             | حركة أحرار الشام           | ادلب                   | - لم تحدث انشقاقات في هذا الفصيل. |
| 74 | 27\4\2017  | قسم التحصين                  | حركة أحرار الشام           | ادلب                   | - لم تحدث انشقاقات في هذا الفصيل. |
| 75 | 20\5\2017  | كتائب أبو عمارة              | _________________________  | حلب                    | - بقيت سرية أبو عمارة للمهام الخاصة مستقلةً بقيادة مهنا جفالة. |
| 76 | 23\5\2017  | كتيبة القسام                 | حركة أحرار الشام           | ادلب                   | - لم تحدث انشقاقات في هذا الفصيل. |
| 77 | 21\7\2017  | لواء الفتح                   | حركة أحرار الشام           | ادلب                   | - أعلن قائد اللواء فضل سميح العكل اعتزاله العمل العسكري واشتغاله في "العمل الدعوي". |
| 76 | 20\7\2017  | قاطع البادية                 | حركة أحرار الشام           | حلب حماة               | - اشترط القاطع عزل قائده أبو البراء معرشمارين، وإطلاق معتقليه في سجون تحرير الشام، وعدم إقحامه بالمعركة ضد أحرار الشام.                                                                                                   |
| 77 | 22\7\2017  | كتائب بن تيمية               | حركة أحرار الشام           | حلب                    | - لم تحدث انشقاقات في هذا الفصيل. |
| 78 | 15\12\2024 | لواء أسود الإسلام            | حركة أحرار الشام           | ادلب                   | - لم تحدث انشقاقات في هذا الفصيل. |
| 79 | 12\11\2017 | أجناد الشام                  | _________________________  | حماة                   | - قال أبو حمزة الحموي القائد السابق لأجناد الشام أن 200 مقاتلاً فقط من أصل 1000 مقاتل هم الذين بايعوا الهيئة، وذلك تحت التهديد والترهيب من أمنيي الهيئة.                                                                   |

## الفصائل المنشقة
|    | التاريخ    | الفصيل                | أماكن النشاط | أسباب الانشقاق |
| -- | ---------- | --------------------- | ------------ | --- |
| 1  | 20\7\2017  | حركة نور الدين الزنكي | حلب ادلب     | - القتال الذي دار مع حركة أحرار الشام في شهر يوليو من عام 2017، وعدم استجابة هيئة تحرير الشام للمبادرة التي طرحها عدد من "العلماء" لوقف القتال. |
| 2  | 23\7\2017  | كتيبة المدفعية        | حلب          | - القتال الذي دار مع حركة أحرار الشام في شهر يوليو من عام 2017. |
| 3  | 24\7\2017  | إدارة التصنيع         | ادلب         | - القتال الذي دار مع حركة أحرار الشام في شهر يوليو من عام 2017. |
| 4  | 13\9\2017  | جيش الأحرار           | حلب ادلب     | - القتال الذي دار بين هيئة تحرير الشام وحركة أحرار الشام في شهر يوليو من عام 2017. - انتشار تسريبات لقياديين في هيئة تحرير الشام يحطون فيها من قدر "حملة العلم الشرعي". |
| 5  | 15\9\2017  | جيش أسود الإسلام      | ادلب         | - جاء في البيان: "بعد فترة ليست بالطويلة بدأت تظهر تصريحات وأفعال من قادة وشرعيين ُتغايُر ما تم الحديث عنه عند تشكيل الهيئة، فقد ظهر جلياً الاستخفاف بدماء المسلمين والمجاهدين واستباحتها، وشرعنة البغي على الفصائل بحجج واهية الهدف منها السيطرة والتغلب باسم الدين. إضافة إلى عدم احترام العلماء وطلاب العلم من قبل قيادات الهيئة. لذلك قررنا الانشقاق عن هيئة تحرير الشام والبراءة من أفعالهم وفتاوى شرعييهم". |
| 6  | 1\10\2017  | كتائب بن تيمية(5)     | حلب          | - اعتقال العديد من عناصر كتائب بن تيمية. - "استباحة الدماء" و"الاستخفاف بعلماء الساحة" من قبل أبرز القادة في تحرير الشام. |
| 7  | 1\10\2017  | كتيبة الصديق          | ادلب         | - جاء في بيان الانشقاق "إنطلاقاً من حرصنا على المصلحة العامة أولاً ورفضنا لأن نكون مطايا لتنفيذ مشاريع وأجندات بعيدة عن ثورتنا ثانياً" قررنا الانشقاق عن هيئة تحرير الشام. |
| 8  | 11\11\2017 | قاطع جند الملاحم      | ادلب حماة    | - الصدامات العسكرية المتكررة للهيئة مع الفصائل الثورية شمال سوريا. |
| 9  | 9\1\2017   | جيش البادية           | ادلب حماة    | - بسبب اعتقال هيئة تحرير الشام لقيادات متطرفة مثل: أبو جليبيب الطوباسي وسامي العريدي، قامت مجموعات من قاطع البادية التابع للهيئة بالانشقاق وإعلان تشكيل جيش البادية. |
| 10 | 8\2\2017   | جبهة أنصار الدين      | ادلب حماة    | - أعلنت جبهة أنصار الدين أنها “جماعة مستقلة إداريًا وتنظيميًا، ولا تتبع لأي جهة سواء كانت داخلية أو خارجية”، ما يعني أنها تركت هيئة تحرير الشام. |
| 11 | 9\2\2017   | جيش الفاروق           | حماة         | - أعلن "جيش الفاروق" انضمامه لجيش النصر التابع للجيش السوري الحر. |

## مفاتيح
| االلون | المعنى                                      |
| ------ | ------------------------------------------- |
| أحمر   | انشق الفصيل عن هيئة تحرير الشام             |
| أزرق   | عاد الفصيل بعد انشقاقه إلى هيئة تحرير الشام |